# Marie-Frédérique Bacqué
Pour les articles homonymes, voir Bacqué.
Marie-Frédérique Bacqué est psychologue, professeure de psychopathologie à l'université de Strasbourg et psychanalyste française. Elle a été directrice de l'unité de recherche universitaire Subjectivité, lien social et modernité (SULISOM EA3071).

## Formation et carrière
Elle a une formation de psychopathologie clinique (Paris V) et d’anthropologie sociale (EHESS). Elle obtient son doctorat de psychologie clinique en 1989, puis elle devient en 1992 maître de conférences à l'université de Lille jusqu'en 2004. Elle est habilitée à diriger des recherches en 2000, et est nommée comme professeure de psychologie à l'université de Strasbourg, en 2004, elle poursuit son activité de psychothérapeute et de psychanalyste en libéral et en institutions. Elle intervient comme formatrice sur les thèmes des traumatismes, de la mort et du deuil.
Auteure d’une centaine d’articles scientifiques en français et dans des revues internationales, Marie-Frédérique Bacqué a publié onze livres. Elle est investie dans l’étude et la psychothérapie des personnes confrontées à la perte, à la mort et au deuil.

### Activités scientifiques
- Présidente de la Société de Thanatologie (élue en 2010)
- Membre de la Société Francophone de Psycho-Oncologie et rédactrice en chef de la revue Psycho-Oncologie
- Psychanalyste membre de la FEDEPSY - Fédération Européenne de Psychanalyse et École Psychanalytique de Strasbourg
- Membre de la Société Médicale Balint, elle a été agréée comme leader analyste de groupes Balint.
- Psychologue clinicienne, promotrice des méthodes projectives (Rorschach, T.A.T.). Membre de la Société du Rorschach et des Méthodes Projectives.

Elle a une pratique de psychologue dans le service d'hématologie du Pr Robert Zittoun à l'Hôtel-Dieu de Paris en 1982, qui l'a sensibilisée aux soins palliatifs. En 1989, elle mène une étude des structures de soins palliatifs au Royaume-Uni financée par le Conseil de l’Europe et adhère à la Société de thanatologie française, dont elle devient présidente. 
Elle réalise une mission avec Médecins du monde et l’Institut de psychosomatique en Arménie après le tremblement de terre de décembre 1988 et s'intéresse aux conséquences de traumatismes psychiques qui accompagnent les traumatismes physiques et plus largement sociaux. Elle intervient à plusieurs reprises dans des établissements scolaires dans le cadre d'accompagnement de circonstances liées au deuil, au suicide ou d'autres événements traumatiques. Parallèlement à sa carrière universitaire, elle continue d'exercer son métier de psychologue et se forme à la psychanalyse. Elle est rédactrice en chef de la revue Études sur la mort, de la société de thanatologie. Elle participe à la fondation de l’association Vivre son deuil avec Michel Hanus en 1995 (devenue Vivre son deuil Île-de-France puis Empreintes - Accompagner le deuil). Elle s'y investit en tant que thérapeute et chargée des recherches et exerce un mandat de directrice. Dans cette ligne, elle travaille désormais pour l'association Nos Tout-petits d’Alsace, où elle anime des groupes de parents qui ont perdu un jeune enfant. Elle poursuit ses travaux en cancérologie et  en psycho-oncologie (elle dirige la Revue Francophone de Psycho-Oncologie, éditée par Springer et est administratrice de la Société francophone de psycho-oncologie).

## Vie privée
Elle est la sœur de la journaliste Raphaëlle Bacqué.

## Œuvres
- Perte d'objet et lutte anti-dépressive : inscription dans le corps de la faillite du travail de deuil, (1989), thèse pour l'obtention du doctorat de psychologie, Université Paris V - René Descartes
- Le deuil à vivre (1992), ré-édité en poche en 1995 et 2000, traduit en allemand, Eds. Odile Jacob.
- Mourir aujourd'hui. Les nouveaux rites funéraires, (1997), Éditions Odile Jacob
- Deuil et santé, (1997), traduit en grec, Éditions Odile Jacob
- Ronflements et apnées du sommeil (1998), avec Bernard Fleury et Chantal Hausser-Hauw, Éditions Odile Jacob
- Le deuil, (2000), avec Michel Hanus, Que sais-je ? Éditions PUF. Traduction japonaise, Éditions Hakusui Sha
- Apprivoiser la mort, (2003), Éditions Odile Jacob
- Cancer et traitement. Domicile ou hôpital : le choix du patient, (2006) Springer
- Les vérités du cancer. Partager l'information. Installer la relation (2007), Springer
- L'un sans l'autre, (2007), Eds. Larousse.
- La force du lien face au cancer, (2009), avec François Baillet, Éditions Odile Jacob, Grand Prix du Médec en 2010.
- Annoncer un cancer, (2011) Springer.
- La Médecine face à la mort, (2013) L'Esprit du Temps.
- Les psychothérapies analytiques en oncologie, (2015), en collaboration avec Sylvie Pucheu Lavoisier Sciences